# 닉 래머스
닉 래머스(Nick Ramus, 1929년 9월 9일 ~ 2007년 5월 30일)는 미국의 배우, 텔레비전 배우이다.
시애틀에서 태어났다.

## 영화
- 닌자 키드 3 (1995년)
- 닥터 퀸 (1993년)
- 마녀의 심판 (1987년)
- 스타 트랙 4 - 귀환의 항로 (1986년)
- 애플 덤플링 갱 2 (1979년)
- 서부의 형제 (1976년)
- 디즈니랜드 (1954년)